# Miloslav Čtvrtníček
Miloslav Čtvrtníček (9. prosince 1922 Brno – ???) byl český a československý architekt (jeden z hlavních autorů ostravského sídliště Poruba), politik Komunistické strany Československa a poúnorový poslanec Národního shromáždění ČSR.

## Biografie

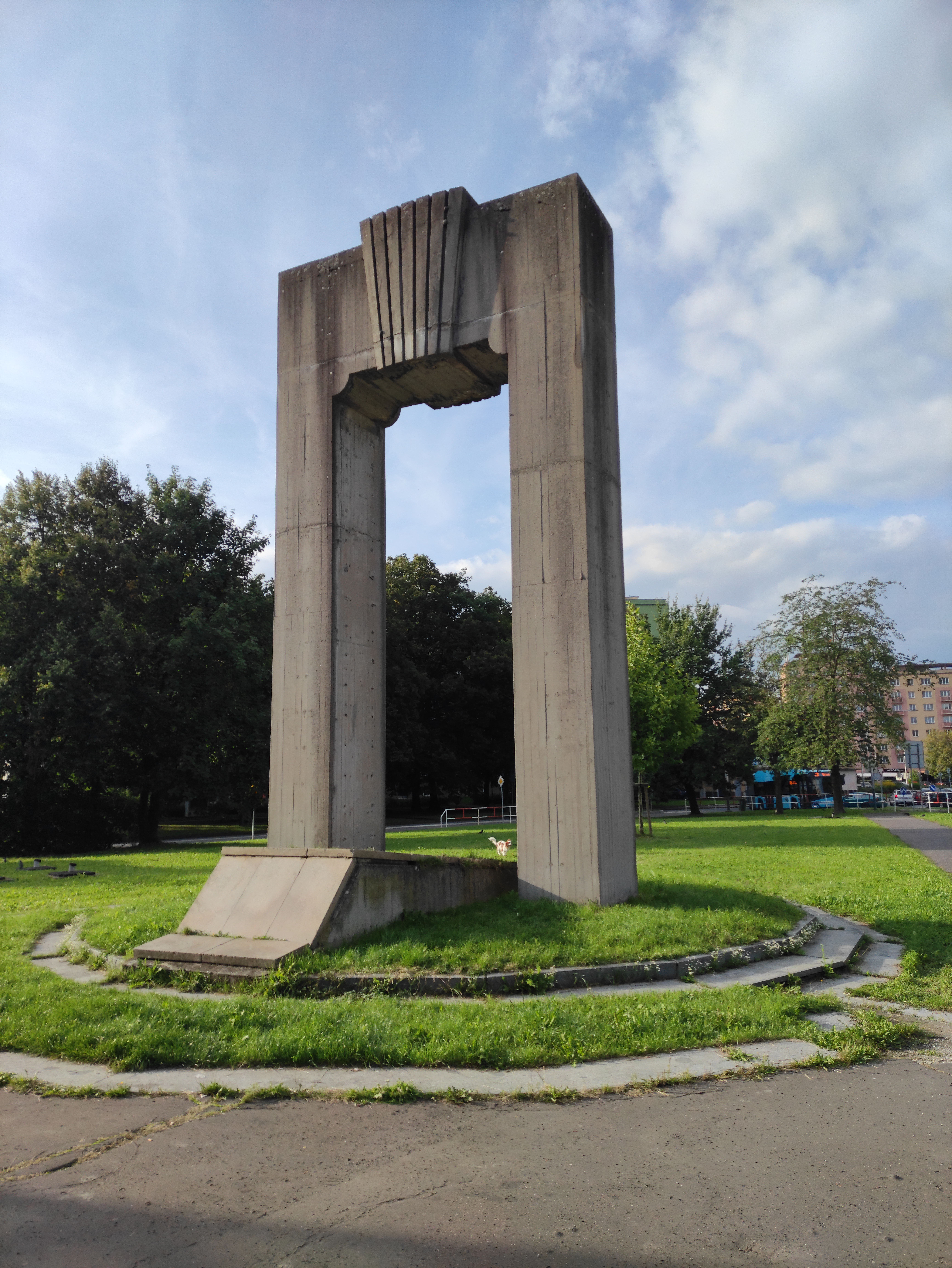
socha Zrození města v Ostravě-Porubě

Působil v oboru pozemního stavitelství jako architekt a urbanista, převážně na Ostravsku. Řídil organizaci Stavoprojekt Ostrava. V 50. letech se podílel přímo na projektování sídliště Poruba coby gigantického obytného souboru ve stylu socialistického realismu a byl blízkým spolupracovníkem hlavního projektanta Vladimíra Meduny, u kterého předtím studoval na Vysokém učení technickém v Brně. K roku 1954 se profesně uvádí jako projektant Státního ústavu pro projektování měst a vesnic.
Angažoval se i politicky. Ve volbách roku 1954 byl zvolen do Národního shromáždění za KSČ ve volebním obvodu Ostrava-Zábřeh-Svinov-Poruba. V parlamentu setrval do konce funkčního období, tedy do voleb roku 1960.
Je také hlavním autorem plastiky Zrození města, která se nachází v Ostravě-Porubě.